# Håkon Endreson
Haakon Riofe Endreson (Vestre Aker, 1891. február 16. – Bærum, 1970. március 18.) olimpiai ezüstérmes norvég tornász.
Ez első világháború után az 1920. évi nyári olimpiai játékokon, mint tornász versenyzett és szabadon választott gyakorlatokkal, csapat összetettben ezüstérmes lett.
Klubcsapata az Oslo Turnforening volt.